# Невыносимые законы
«Невыносимые законы» (англ. Intolerable Acts), или «Принудительные акты» (Coercive Acts) — название, которое часть жителей тринадцати американских колоний Великобритании дала пяти законам, принятым британским парламентом в 1774 году. Законы в основном были направлены на усиление роли Великобритании в управлении американскими колониями. Четыре из пяти законов были ответом на «Бостонское чаепитие». С помощью этих законов король и парламент намеревались остановить растущее движение сопротивления в колониях. Однако эти меры только усугубили ситуацию, поскольку колонисты сочли их деспотическим нарушением своих прав. «Невыносимые законы» стали толчком для созыва Первого Континентального конгресса, целью которого было принятие мер для противодействия политике, проводившейся метрополией.

## Законы
- Бостонский портовый акт — первый из «Невыносимых законов», он был ответом Великобритании на «Бостонское чаепитие». Закон запрещал судам входить в порт города Бостон до тех пор, пока город не выплатит Ост-Индской торговой компании компенсацию за уничтоженный чай и пока король не удостоверится в том, что мятеж в городе погашен. Бостонцы были возмущены этим законом, так как он наказывал не только тех, кто участвовал в «чаепитии», а всех горожан поголовно, не давая им возможности доказать свою невиновность.
- Массачусетский правительственный акт — предписывал смену колониального правительства в колонии Массачусетс-Бей. Отныне все должности в правительстве этой колонии назначались губернатором или королём Великобритании. Закон также ограничивал полномочия городских собраний в Массачусетсе. Этот закон вызвал в колониях ещё больше недовольства, чем Портовый акт, в том числе и за пределами Массачусетса, так как колонисты опасались, что метрополия вскоре проведёт законы о смене правительства и в других колониях.
- Судебный административный акт — позволял губернатору Массачусетса переносить судебные разбирательства над представителями британских властей в другие колонии или даже на территорию самой Великобритании, если губернатор считал, что подсудимый не может рассчитывать на справедливый суд на месте. Хотя закон гарантировал свидетелям возмещение всех дорожных расходов, немногие колонисты могли оставить без присмотра свой дом ради участия в судебном разбирательстве за океаном. Джордж Вашингтон назвал этот закон «Актом убийц» (англ. Murder Act), так как считал, что это позволит представителям британских властей нарушать права американцев и избегать наказания. Другие колонисты считали акт ненужным потому, что британским солдатам, обвинённым в «Бостонской резне» 1770 года, был предоставлен справедливый суд.
- Квартирьерский акт — касался всех американских колоний. До его принятия постоем размещённых в колониях британских войск занимались местные законодательные органы. Но они довольно неохотно сотрудничали с британской армией в этом вопросе. «Квартирьерский акт» давал губернатору право по своему усмотрению расквартировывать солдат в случае, если местные законодательные власти постой не обеспечивали. Историки расходятся во мнениях относительно этого закона, одни считают, что губернатору разрешалось выделять для солдат без согласия местных законодательных властей только нежилые здания, другие считают, что губернатор мог использовать для этих целей даже жилые частные дома. Так или иначе, этот акт вызвал меньше всего возмущения.
- Квебекский акт — по сути дела не был ответом на проявления гражданского неповиновения в американских колониях, но время его принятия (2 мая 1774 года) совпало со временем принятия остальных «невыносимых законов». Этот закон касался государственного устройства провинции Квебек, аннексированной Великобританией у Франции в результате Семилетней войны. Закон был благоприятен для живущих в Квебеке французских католиков. А именно: закон расширял границы провинции, изменял присягу на верность, так что она уже не ссылалась на протестантскую веру, давал квебекским колонистам свободу вероисповедания и устанавливал французский гражданский кодекс в качестве основы системы судопроизводства в Квебеке. Многие американские колонисты (большинство из которых были протестантами) опасались того, что британское правительство этим законом хочет заручиться поддержкой у франкоканадцев, чтобы использовать их для давления на английских колонистов.

## Последствия
Великобритания надеялась изолировать массачусетских радикалов и вынудить колонии признать верховенство парламента над местными выборными органами. Рискованный шаг, однако, обернулся против неё. Строгость новых законов оттолкнула даже умеренных колонистов, и голосов в пользу парламента стало меньше. Наоборот, симпатии к Массачусетсу выросли и подтолкнули разрозненные до этого колонии к созыву Первого Континентального конгресса, а затем к образованию Континентальной ассоциации для бойкота английских товаров, а если это не поможет отменить акты, то и прекращения экспорта в Великобританию. Наконец, конгресс заявил о взаимоподдержке колоний, что в будущем означало их совместные действия в ходе революции.